# Love Me on the Rocks
Love Me on the Rocks – drugi singel promujący album Twilight niemieckiego zespołu Blue System. Został wydany 11 grudnia 1989 przez wytwórnię Hansa International.

## Lista utworów
7" (Hansa 112 843) rok 1989
| Nr | Tytuł                                | Długość |
| -- | ------------------------------------ | ------- |
| 1. | Love Me on the Rocks (Radio Version) | 3:27    |
| 2. | Little Jeannie                       | 3:28    |

12" (Hansa 612 843) (BMG) rok 1989
| Nr | Tytuł                                | Długość |
| -- | ------------------------------------ | ------- |
| 1. | Love Me on the Rocks                 | 5:19    |
| 2. | Little Jeannie                       | 3:28    |
| 3. | Love Me on the Rocks (Radio Version) | 3:27    |

CD (Hansa 662 843) (BMG) rok 1989
| Nr | Tytuł                                | Długość |
| -- | ------------------------------------ | ------- |
| 1. | Love Me on the Rocks                 | 5:19    |
| 2. | Little Jeannie                       | 3:28    |
| 3. | Love Me on the Rocks (Radio Version) | 3:27    |

## Autorzy
- Muzyka: Dieter Bohlen
- Autor Tekstów: Dieter Bohlen
- Wokalista: Dieter Bohlen
- Producent: Dieter Bohlen
- Aranżacja: Dieter Bohlen
- Współproducent: Luis Rodriguez